# Petroglyph National Monument
Petroglyph National Monument ist ein Schutzgebiet vom Typ eines National Monuments am Stadtrand von Albuquerque im US-Bundesstaat New Mexico. Es bewahrt außer der vulkanischen Landschaft und der Vegetation der Halbwüste mehrere Ruinen prähistorischer indianischer Siedlungen von Vorläufern der Pueblo-Kultur und rund 20.000 Felsritzungen, weit überwiegend der prähistorischen Indianer, aber auch spanischer Siedler und früher weißer Amerikaner.
Das Gebiet wurde 1990 als National Monument gewidmet und vom National Park Service zusammen mit der Stadtverwaltung von Albuquerque verwaltet. Zu den Aktivisten, die sich für den Schutz dieses Gebietes einsetzten, gehörte unter anderem die Künstlerin Jaune Quick-to-See Smith.

## Beschreibung
Am westlichen Stadtrand von Albuquerque steigen die Klippen der West Mesa aus dem Tal des Rio Grande auf, eine Schichtstufe überwiegend aus vulkanischen Basalt. Das Schutzgebiet umfasst einen Teil der Hochebene, mehrere Canyons, in denen die Felsritzungen überwiegend liegen, und ganz im Westen drei kleine Schlackenkegel-Vulkane.
Rund 90 % der Felsritzungen stammen von den prähistorischen Indianern, aus denen die Pueblo-Kultur hervorgegangen ist. Sie wurden zwischen den Jahren 1300 und etwa 1600 angefertigt. Die ersten noch durch direkte Schläge eines Steins auf die von dunkler Patina überzogenen Felsen. Später wurde eine Hammer-und-Meißel-Technik mit geeignet geformten Steinen entwickelt, durch die Details mit wesentlich größerer Kontrolle herausgearbeitet werden konnten. Neben menschlichen Figuren und Körperteilen wie insbesondere Hände und Füße wurden überwiegend Tiere abgebildet. Außerdem gibt es geometrische Figuren wie Spiralen und Sterne. Andere Ritzungen wurden von spanischen Einwanderern im 17. und 18. Jahrhundert angefertigt, einige auch von weißen amerikanischen Siedlern im 19. Jahrhundert.
Die indianischen Petroglyphen haben nach Aussagen der heutigen Pueblo-Indianer reichhaltige kulturelle und kultische Bedeutungen, die nur teilweise an Außenstehende vermittelt werden.

## Belege
1. ↑  Maya Pontone, Artist Jaune Quick-to-See Smith, Who Bore Witness to Native Life, Dies at 85, in: Hyperallergic.com, 28. Januar 2025, abgerufen am 29. Januar 2025.